# محتج على الضرائب
المحتج على الضرائب (بالإنجليزية: Tax protester)‏ هو شخص يرفض دفع ضريبة مدعيًا أن قوانين الضرائب مخالفة للدستور أو غير صالحة بأي شكل آخر. يختلف المحتجون على الضرائب عن مقاومي الضرائب، الذين يرفضون دفع الضرائب كاحتجاج ضد حكومة ما أو سياساتها، أو معارضة أخلاقية للضرائب بشكل عام، وليس بسبب الاعتقاد بأن قانون الضرائب نفسه غير صالح. تمتلك الولايات المتحدة ثقافة كبيرة ومنظمة للأشخاص الذين يتبنون هذه النظريات. يتواجد المحتجون على الضرائب أيضًا في بلدان أخرى.
عرّف دانييل بي. إيفانز المعلّق القانوني المحتجين على الضرائب بأنهم الأشخاص الذين «يرفضون دفع الضرائب أو تقديم الإقرارات الضريبية بدافع الاعتقاد الخاطئ بأن ضريبة الدخل الفيدرالية غير دستورية أو غير صالحة أو تطوعية أو لا تنطبق عليهم بموجب إحدى حججهم الغريبة». وصف البروفيسور ألين دي. ماديسون المحتجين على الضرائب بأنهم «أولئك الذين يرفضون دفع ضريبة الدخل على أساس بعض الحجج القانونية غير المنطقية التي تفيد بأنهم لا يدينون بالضريبة».
عُرّف مخطط الاحتجاج الضريبي غير القانوني على أنه «أي مخطط، دون أساس قانوني أو واقعي، مصمم للتعبير عن عدم الرضا عن قوانين الضرائب من خلال التدخل في إدارتها أو محاولة تجنب أو خفض الالتزامات الضريبية بشكل غير قانوني». ذكرت محكمة الضرائب الأمريكية أن «المحتجين على الضرائب» هو تسمية «تُطلق غالبًا على الأشخاص الذين يجادلون بحجج تافهة ضد الضرائب».
يثير المحتجون على الضرائب عددًا من أنواع الحجج المختلفة. في الولايات المتحدة، تشمل هذه الحجج عادةً الحجج الدستورية، مثل الادعاءات بأن التعديل السادس عشر للدستور لم تتم المصادقة عليه بشكل صحيح أو أنه غير دستوري عمومًا، أو أن إجبارهم على تقديم إقرار ضريبة الدخل ينتهك حصانة التعديل الخامس ضد تجريم الذات. ثمة حجج قانونية أخرى تشير إلى أن ضريبة الدخل دستورية ولكن القوانين التي تسن ضريبة الدخل غير فعالة، أو أن السجل الاحتياطي الفيدرالي أو العملات الأخرى ذات الصلة لا تشكل نقودًا أو دخلًا. تركز مجموعة أخرى من الحجج على المؤامرات العامة التي تنطوي على العديد من الوكالات الحكومية.
يرفض بعض المحتجين على الضرائب تقديم إقرارات العائدات الضريبية أو إقرارات العوائد مع عدم توفير بيانات الدخل أو الضرائب.

## أصل المصطلح
في الولايات المتحدة، يعني مصطلح «احتجاج» كما هو مطبق على الضريبة عمومًا «إعلان من جانب الدافع، خاصةً عن الضريبة، بأنه لا يتنازل عن الحالة القانونية للمطالبة التي يدفعها». وبالمثل، يُعرّف قاموس بلاك القانوني الاحتجاج الضريبي على النحو التالي:
البيان الرسمي، عادةً في الكتابات، المكتوبة من قبل شخص يتم استدعاؤه بواسطة السلطة العامة لدفع مبلغ من المال، يعلن فيه أنه لا يتنازل عن شرعية أو عدالة المطالبة أو واجبه بدفعها، أو أنه يشكك في المبلغ المطلوب؛ الهدف من ذلك هو حفظ حقه في استرداد أو تحصيل المبلغ، إذ أنه سيفقد هذا الحق بسبب إذعانه. وبالتالي، يمكن أن تُدفع الضرائب تحت عنوان «الاحتجاج».
في القانون العام، وبموجب بعض القوانين الضريبية السابقة، كان تقديم الاحتجاج وقت دفع الضريبة الخاطئة شرطًا حتى يتمكن المدين من استرداد استيفاء الضريبة في وقت لاحق. في حالة الضرائب الفيدرالية الأمريكية، ألغى الكونغرس هذه القاعدة في عام 1924. بموجب قانون الإيرادات الداخلية الحالي لعام 1986، بصيغته المعدلة، فإن إخفاق دافع الضرائب في الاحتجاج لا يحرمه من حق رفع دعوى إدارية لدى دائرة الإيرادات الداخلية (آي آر إس) لاستردادها، وإن كانت المطالبة غير مسموحة من قبل الـ آي آر إس، للمقاضاة من أجل استرداد الضريبة في محكمة المقاطعة الفدرالية.
يُستخدم المصطلح «احتجاج» أيضًا لوصف طلب مكتوب رسمي من دافع الضرائب للمراجعة، من قِبل شعبة الاستئناف في دائرة الإيرادات الداخلية، بعد أن تصدر دائرة الإيرادات الداخلية «خطابًا لمدة ثلاثين يومًا» يقترح زيادة المسؤولية الضريبية بعد فحص دائرة الإيرادات الداخلية للإعادة الضريبية.
في عام 1972، استخدمت محكمة مقاطعة الولايات المتحدة للمنطقة الشرقية من ولاية بنسلفانيا مصطلح «المحتج» الضريبي (protestor) في قضية الولايات المتحدة ضد مالينوفسكي. لكن هذه القضية تضمنت دافع ضرائب كان عضواً في رابطة مقاومة حرب فيلادلفيا التي كانت تحتج على استخدام أموال الضرائب في حرب فيتنام. لم يكن دافع الضرائب يدعي بأن قانون الضرائب نفسه غير صالح، فقد كان يحتج بشكل أساسي على الحرب، وليس الضريبة. قدم دافع الضرائب نموذجًا مزيفًا W-4، واعترف بأنه يعلم أنه لا يحق له قانونًا المطالبة بالإعفاءات (البدلات) التي طالب بها عن طريق W-4. بالتالي، قد يطلق على المالينوفسكي مقاوم للضريبية بدلاً من محتج على الضريبة. لقد أُدين، ورُفض طلبه للحصول على محاكمة جديدة أو براءة.
يمكن أن يكون الشخص محتجًا على الضرائب ومقاومًا للضرائب على حد سواء إذا اعتقد هو أو هي أن قوانين الضرائب لا تنطبق عليه أو يعتقد أيضًا أنه لا ينبغي دفع الضرائب على أساس الاستخدام الذي يتم فرض الضرائب عليه. طرح بعض المقاومين للضرائب حجج قانونية لموقفهم -على سبيل المثال أنهم لا يستطيعون دفع ضرائب لتطوير الأسلحة النووية لأن هذا من شأنه أن يضعهم في انتهاك لمبادئ نورمبرغ -والتي يمكن اعتبارها مجموعة متنوعة من نظريات المحتجين على الضرائب.
ابتداءً من منتصف سبعينيات القرن العشرين، بدأت المحاكم الفيدرالية الأمريكية في استخدام مصطلح «المحتج على الضرائب» بمعنى آخر أكثر ضيقًا -لوصف الأشخاص الذين أثاروا حججًا تافهة حول شرعية الضرائب الفيدرالية، وخاصة ضرائب الدخل. هذا المعنى التقني الخاص للمصطلح هو المعنى الموصوف في باقي هذه المقالة.

## لمحة تاريخية

### الولايات المتحدة
على الرغم من أن هناك أشخاصًا عبر التاريخ تحدوا تقييم الضرائب على أنه خارج عن سلطة الحكومة، بدأت حركة المحتجين على الضرائب الحديثة بعد الحرب العالمية الثانية. كانت فيفيان كيليمز، وهي ناشطة صناعية وسياسية في ولاية كونيتيكت من أوائل الأشخاص الذين احتجوا على الحجز الضريبي الشهري. في عام 1948، رفضت خصم الضرائب من أجور موظفيها، بناءً على الادعاء بأن الحكومة ليست لديها سلطة للمطالبة بهذا الخصم. ثم استولت دائرة الإيرادات الداخلية على الأموال المستحقة من حسابها المصرفي. وقد رفعت دعوى ضدهم، وأكدت في كتاب كتبته أنها فازت، على الرغم من أنها لم تطعن في دستورية الخصم الضريبي نفسه.
ذكرت محكمة الاستئناف بالدائرة السابعة أن الناس ينجذبون إلى «الادعاء الوهمي لحركة المحتجين الضريبيين بأنه لا يوجد أي متطلب قانوني لدفع ضريبة الدخل الفيدرالية». ووصفت المحكمة حجج المحتجين على الضرائب بأنها «معيبة بالكامل وغير ناجحة». أُعيد توجيه الأفكار المرتبطة بحركة المحتجين من الضرائب بأسماء مختلفة مع مرور الوقت. طُرحت هذه الأفكار، على سبيل المثال، في حركات كريستيان باتريوت وبوس كوميتاتوس الأوسع نطاقًا، والتي تؤكد عمومًا أن الدستور قد انتزعته الحكومة الفيدرالية.
لا تقتصر ظاهرة المحتجين على الضرائب على الولايات المتحدة. تثار حجج مماثلة في سياق النظم القانونية الأخرى في البلدان الأخرى، على الرغم من أنها أكثر شهرة في نظام ضرائب الولايات المتحدة. لوحظ أن نظريات المحتجين على الضرائب التي تنشأ في الولايات المتحدة، مثل إنكار سلطة المحاكم، قد انتشرت في كندا. كما هو الحال مع القضايا في الولايات المتحدة، وجدت المحاكم بشكل موحد أن هذه الحجج غير صالحة، وغالبًا ما تكون غير متماسكة.